# Himari Yoshimura
Himari Yoshimura (japanisch 吉村 妃鞠 Yoshimura Himari, * 24. Juni 2011 in Tokio) ist eine japanische Violinistin. Sie tritt meistens unter ihrem Vornamen Himari auf.

## Künstlerische Laufbahn
Himari begann im Alter von drei Jahren Geige zu spielen. Sie wurde unterrichtet von Koichiro Harada and Machie Oguri. Im Alter von sechs Jahren hatte sie ihren ersten Auftritt mit einem Orchester. 2019 war sie die jüngste Teilnehmerin beim internationalen Wettbewerb Arthur Grumiaux für junge Violinisten in Brüssel. Sie gewann den ersten Preis in der Kategorie der bis zu Zehnjährigen. Im selben Jahr nahm an der Sommerakademie am Mozarteum in Salzburg teil. Sie gewann als jüngste Teilnehmerin einen Preis für ihren Beitrag zum Konzert des Mozarteum-Orchesters bei den Salzburger Festspielen.
Seit 2022 studiert sie Geige bei Ida Kavafian am Curtis Institute of Music in Philadelphia. 2023 war Riccardo Muti vom Talent der jungen Geigerin so beeindruckt, dass er sie bat, in Chicago für ihn zu spielen.
Seit ihrem ersten Auftritt als Orchestersolistin mit sechs Jahren trat Himari mit einer Reihe renommierter Orchester auf, darunter das NHK-Sinfonieorchester, das Neue Philharmonieorchester Japan, das Tokyo Symphony Orchestra, das Kanagawa Philharmonic Orchestra, das Gunma Symphony Orchestra sowie das Moskauer Philharmonische Orchester, das russische Nationale Philharmonische Orchester und das Philharmonische Orchester Kiyv. Sie hatte Auftritte in den Vereinigten Staaten, Russland, der Schweiz, Österreich, Italien, Belgien, der Ukraine und Japan. Gemeinsam mit ihrer Lehrerin Ida Kavafian trat sie 2024 mit dem Santa Fe Symphony Orchestra auf. Im März 2025 gab sie ihren ersten Solo-Auftritt bei den Berliner Philharmonikern mit dem Violinkonzert Nr. 1 fis-Moll von Henryk Wieniawski. Im gleichen Zeitraum wurde sie von Decca Classics unter Vertrag genommen.
Himari spielt die Hamma-Stradivari von 1717, die ihr von einem Sammler leihweise zur Verfügung gestellt wurde.

## Rezeption
„With extraordinary talent and an unbelievably high level of skill, she performed playing a wide variety of tones which were so expressive and moved the entire audience.“

„Außerordentlich begabt und mit unglaublicher technischer Fertigkeit trug sie eine große Vielfalt von Tönen so ausdrucksvoll vor, dass sie das ganze Publikum bewegte.“

## Auszeichnungen (Auswahl)
- 2017 Violinwettbewerb Leonid Kogan, Brüssel, erster Preis in der ersten Kategorie[13]
- 2019 Internationaler Wettbewerb Arthur Grumiaux, Brüssel, erster Preis in der Kategorie bis 10 Jahre[3]
- 2019 Festival Andrea Postacchino, Fermo, Italien, erster Preis in der Kategorie A[14]
- 2021 Wettbewerb für junge Violinisten zu Ehren von Karol Lipinski und Henryk Wieniawski, Lublin, Polen. erster Preis.[15]
- 2023 Concours Musical International de Montréal, Wettbewerb Mini Violin, Publikumspreis.[16]